# Toshiya Miura
Pour les articles homonymes, voir Miura (homonymie).
Toshiya Miura (三浦 俊也, Miura Toshiya) est un footballeur puis entraîneur japonais né le 16 juillet 1963.

## Biographie
Il dirige l'équipe du Viêt Nam de 2014 à 2016.
Avec cette équipe, il atteint les demi-finales du championnat d'Asie du Sud-Est en 2014, puis obtient la médaille de bronze aux Jeux d'Asie du Sud-Est de 2015.

## Palmarès d'entraîneur
- Champion du Japon de D2 en 2007 avec le Consadole Sapporo
- Vice-champion du Japon de D2 en 2004 avec l'Omiya Ardija
- Médaillé de bronze aux Jeux d'Asie du Sud-Est de 2015 avec l'équipe du Viêt Nam